# Élections régionales de 1954 en Vallée d'Aoste
Les élections pour la IIe législature du Conseil de la Vallée d'Aoste se déroulèrent le 16 novembre 1954.
Les élections ont lieu selon un système électoral majoritaire, comme pour les élections régionales de précédentes en 1949. La seule correction qui fut appliquée prévoyait une division différente des sièges : 25 (au lieu de 28) à la première liste, 10 à la deuxième, les autres étant automatiquement exclues.

La possibilité du panachage, c'est-à-dire le fait de pouvoir voter des candidats de listes opposées, était également prévue. Grâce à cela, l'Union valdôtaine obtint un siège, ce qui permit l'élection de Marie-Céleste Perruchon, veuve d'Émile Chanoux.

## Résultats
| Parti                                                                             | Voix   | Voix (%) | Sièges |
| --------------------------------------------------------------------------------- | ------ | -------- | ------ |
| Concentration des partis démocratiques (DC - PLI - PSDI - Candidats indépendants) | 22 663 | 40,66 %  | 25     |
| Union démocratique autonomiste valdôtaine (PCI - PSI - Candidats indépendants)    | 16 794 | 30,13 %  | 9      |
| Union valdôtaine (UV)                                                             | 16 278 | 29,21 %  | 1      |
| Total                                                                             | 55 735 | 100,00   | 35     |

## Sources
- Ministère de l'Intérieur italien
- ISTAT - Institut national de statistique italien
- Institut Cattaneo
- Conseil régional de la Vallée d'Aoste